# Derolus ornatus
Derolus ornatus är en skalbaggsart som beskrevs av J. Linsley Gressitt och Yves Rondon 1970. Derolus ornatus ingår i släktet Derolus och familjen långhorningar.
Artens utbredningsområde är Laos. Inga underarter finns listade i Catalogue of Life.